# Wereldkampioenschappen schaatsen afstanden 2017 - 1000 meter mannen
De 1000 meter mannen op de wereldkampioenschappen schaatsen afstanden 2017 werd gereden op zaterdag 11 februari 2017 in het ijsstadion Gangneung Science Oval in Gangneung, Zuid-Korea.
Olympisch kampioen Stefan Groothuis had zijn carrière reeds beëindigd en regerend wereldkampioen Pavel Koelizjnikov was niet aanwezig. Nuis had alle vier wereldbekerwedstrijden waarin hij meedeed gewonnen. Nuis won zijn eerste wereldtitel.

## Plaatsing
De regels van de ISU schrijven voor dat maximaal vierentwintig schaatsers zich plaatsen voor het WK op deze afstand. Geplaatst zijn de beste veertien schaatsers van het wereldbekerklassement na vier manches, aangevuld met de tien tijdsnesten eerste vier manches van de wereldbeker. Achter deze twintig namen werd op tijdsbasis nog een reservelijst van zes namen gemaakt. Aangezien het aantal deelnemers per land beperkt is tot een maximum van drie, telt de vierde (en vijfde etc.) schaatser per land niet mee voor het verloop van de ranglijst. Het is aan de nationale bonden te beslissen welke van hun schaatsers, mits op de lijst, naar het WK afstanden worden afgevaardigd.
Zuid-Korea vulde de verdiende derde startplek niet op waardoor Noorwegen met een tweede schaatser mocht starten.

## Statistieken

### Uitslag
| #      | Naam                        | Land | Tijd       |
| ------ | --------------------------- | ---- | ---------- |
| Goud   | Kjeld Nuis                  | NED  | 1.08,26 BR |
| Zilver | Vincent De Haître           | CAN  | 1.08,54    |
| Brons  | Kai Verbij                  | NED  | 1.08,78    |
| 4      | Nico Ihle                   | GER  | 1.08,89    |
| 5      | Shani Davis                 | USA  | 1.08,98    |
| 6      | Håvard Holmefjord Lorentzen | NOR  | 1.09,12    |
| 7      | Denis Joeskov               | RUS  | 1.09,19    |
| 8      | Laurent Dubreuil            | CAN  | 1.09,43    |
| 9      | Aleksej Jesin               | RUS  | 1.09,48    |
| 10     | Joey Mantia                 | USA  | 1.09,53    |
| 11     | Denis Koezin                | KAZ  | 1.09,55    |
| 12     | Alexandre St-Jean           | CAN  | 1.09,56    |
| 13     | Kim Tae-yun                 | KOR  | 1.09,62    |
| 14     | Takuro Oda                  | JPN  | 1.09,63    |
| 15     | Jonathan Garcia             | USA  | 1.09,67    |
| 16     | Shunsuke Nakamura           | JPN  | 1.09,77    |
| 17     | Joel Dufter                 | GER  | 1.09,79    |
| 18     | Ronald Mulder               | NED  | 1.09,94    |
| 19     | Roeslan Moerasjov           | RUS  | 1.10,11    |
| 20     | Sindre Henriksen            | NOR  | 1.10,12    |
| 21     | Mika Poutala                | FIN  | 1.10,19    |
| 22     | Shota Nakamura              | JPN  | 1.10,74    |
| DQ     | Kim Jin-su                  | KOR  | -          |
| DQ     | Sebastian Kłosiński         | POL  | -          |

### Loting
| Rit | Binnenbaan                  | Buitenbaan        |
| --- | --------------------------- | ----------------- |
| 1   | Sindre Henriksen            | Shota Nakamura    |
| 2   | Denis Koezin                | Ronald Mulder     |
| 3   | Aleksej Jesin               | Laurent Dubreuil  |
| 4   | Denis Joeskov               | Joel Dufter       |
| 5   | Shunsuke Nakamura           | Kim Tae-yun       |
| 6   | Sebastian Kłosiński         | Roeslan Moerasjov |
| 7   | Kim Jin-su                  | Joey Mantia       |
| 8   | Mika Poutala                | Alexandre St-Jean |
| 9   | Takuro Oda                  | Jonathan Garcia   |
| 10  | Kai Verbij                  | Kjeld Nuis        |
| 11  | Nico Ihle                   | Vincent De Haître |
| 12  | Håvard Holmefjord Lorentzen | Shani Davis       |

1996 · 
1997 · 
1998 · 
1999 · 
2000 · 
2001 · 
2003 · 
2004 · 
2005 · 
2007 · 
2008 · 
2009 · 
2011 · 
2012 · 
2013 · 
2015 · 
2016 · 
2017 · 
2019 ·
2020 ·
2021 ·
2023 ·
2024 ·
2025